# Viaduc de la Scie
Le viaduc de la Scie est un viaduc enjambant la vallée de la Scie près de Manéhouville, en Seine-Maritime. Le viaduc supporte le prolongement de 7 kilomètres de la route nationale 27 qui a été inauguré le 30 juin 2022 et qui permet un gain de temps de 10 minutes sur le trajet Dieppe - Rouen.

## Caractéristiques du viaduc
Les fondations du viaduc sont enterrées à plus de 22 m de profondeur. Le viaduc décrit une courbe vers la droite, avec une pente douce (1 %). Les six piles en béton ovoïde sont espacées entre elles par 75 m, elles ont été construites une à une. La construction du tablier se situe sur le versant sud de la vallée. Les longerons de 37 m, qui forment le tablier, sont fabriqués en Alsace et sont apportés par convoi exceptionnel sur le chantier. Ils sont ensuite soudés entre eux, puis peints sur place. Le viaduc a une longueur totale de 500 m.
Le chantier d'une valeur de 77 millions d'euros, dont le viaduc seul représente 23 millions d'euros du budget permettra d'absorber les 15 000 véhicules par jour qui traversent aujourd'hui Saint-Aubin-sur-Scie.  Le contournement permettra également de réduire le temps de trajet entre Rouen et Dieppe de 15 minutes et d'améliorer l'accès aux services commerciaux, industriels et portuaires de Dieppe.

## Un environnement sensible
Le chantier se situait dans une zone humide sensible où vivent des espèces protégées comme l'écrevisse à pattes blanches, la qualité de l'eau est ainsi surveillée de près. La terre extraite du versant Nord a été triée et recyclée sur le chantier. Un bassin de rétention des eaux a été réalisé, il est entièrement végétalisé. Il est destiné à recueillir les eaux de ruissellement du plateau et du viaduc pendant toute la durée de la construction. Ce bassin, invisible depuis la route, a une capacité de 9 000 m3.
Du côté est du pont, un reboisement de neuf hectares est prévu, la route d’accès menant au pied du viaduc sera supprimée. Le versant nord de la Scie sera entièrement remblayé et revégétalisé.

## Chronologie de la construction
- Février 2009 : Le ministre Jean-Louis Borloo approuve la création du prolongement de la RN 27[3].
- Avril 2012 : La construction du viaduc commence, elle a été confiée à l'entreprise Eiffage[3]. Le prolongement de la RN 27 dans son ensemble a été estimée à 77 millions d'euros[4].
- Décembre 2012 : Début de la construction de la toute première pile.
- Mai 2013  : La première pile est achevée. Le tablier est posé sur la pile.
- Août 2013  : Toutes les piles sont finies. Le tablier est positionné sur la quatrième pile.
- Septembre 2013 : Le viaduc atteint la cinquième pile.
- Novembre 2013 : Le tablier est arrivé sur l'autre versant de la vallée.
- Mars 2014 : Début de la pose du revêtement du tablier.
- Août 2014 : Pose des glissières et des collecteurs d'eau sur le viaduc.
- Début 2015 : Fin de la construction.
- 2019 : Ouverture prévue du viaduc à la circulation. Initialement prévue en 2016[5] elle a été différée à la suite de retards dans le prolongement de la RN 27[6].
- juillet 2020 : à cause de la pandémie de Covid-19, la mise en circulation est prévue courant 2022[7].

## Galerie

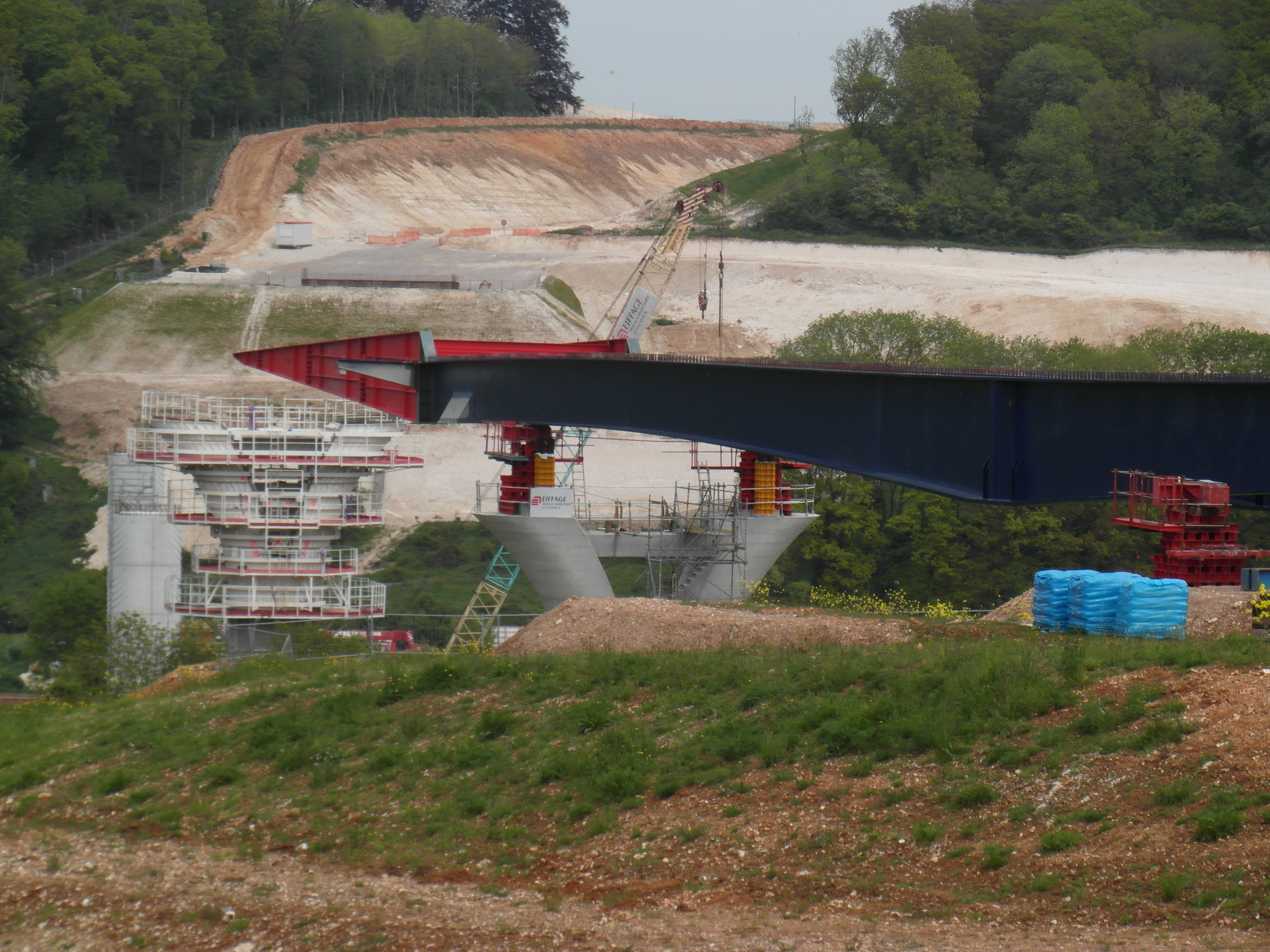
Début du lancement du tablier en mai 2013.
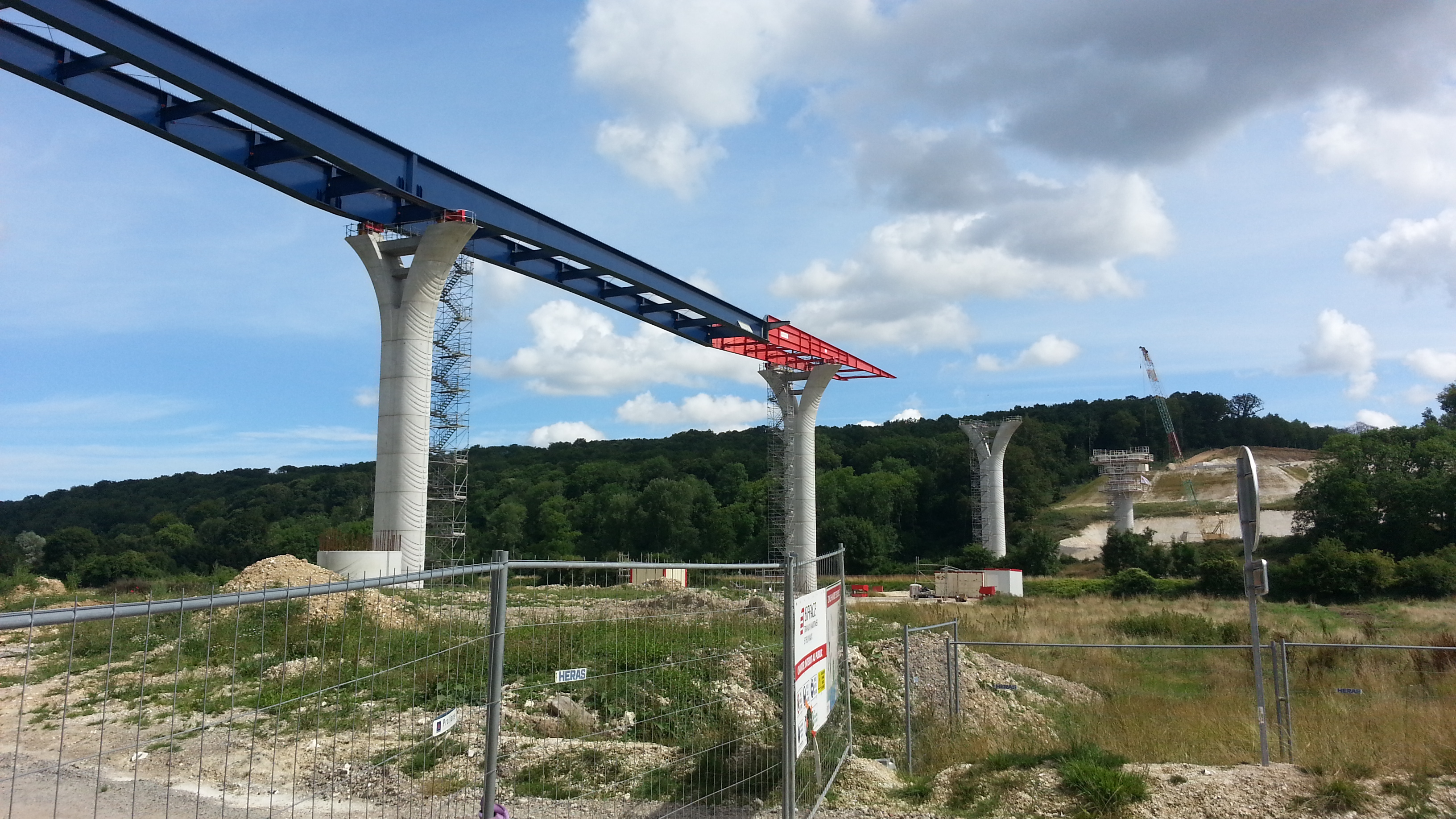
Le viaduc en août 2013.
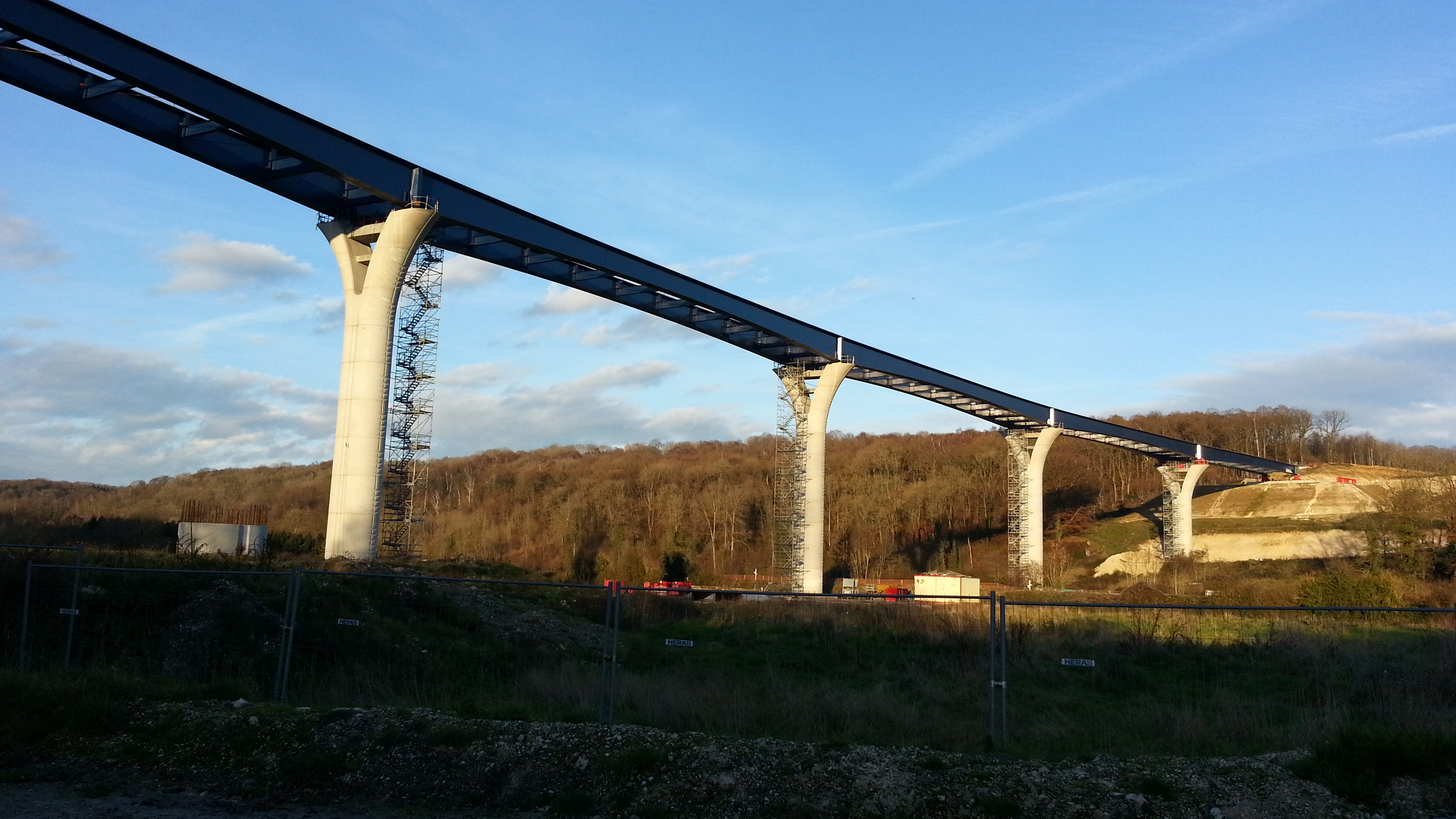
Le viaduc de la Scie en décembre 2013.
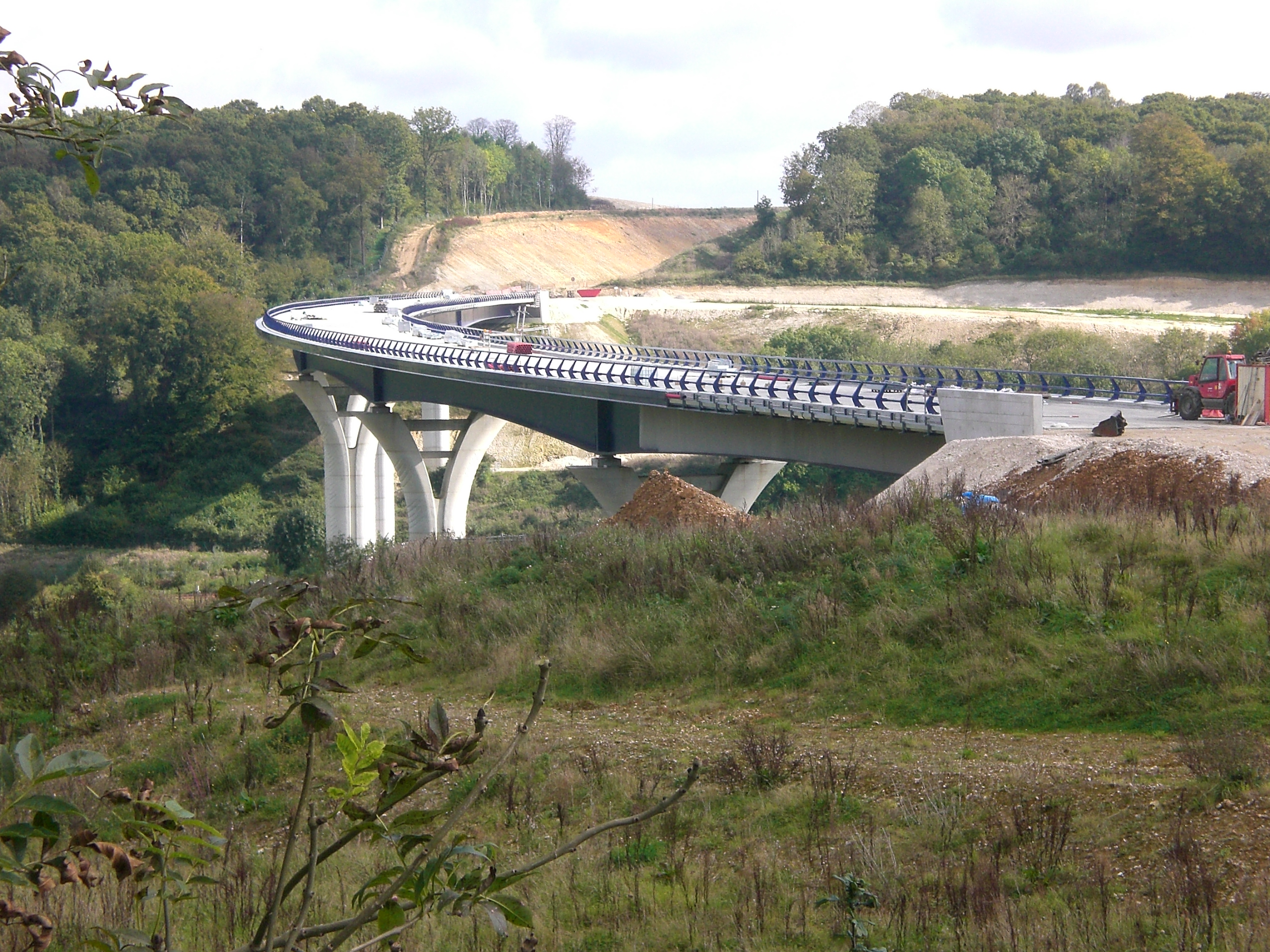
Le viaduc en septembre 2014.
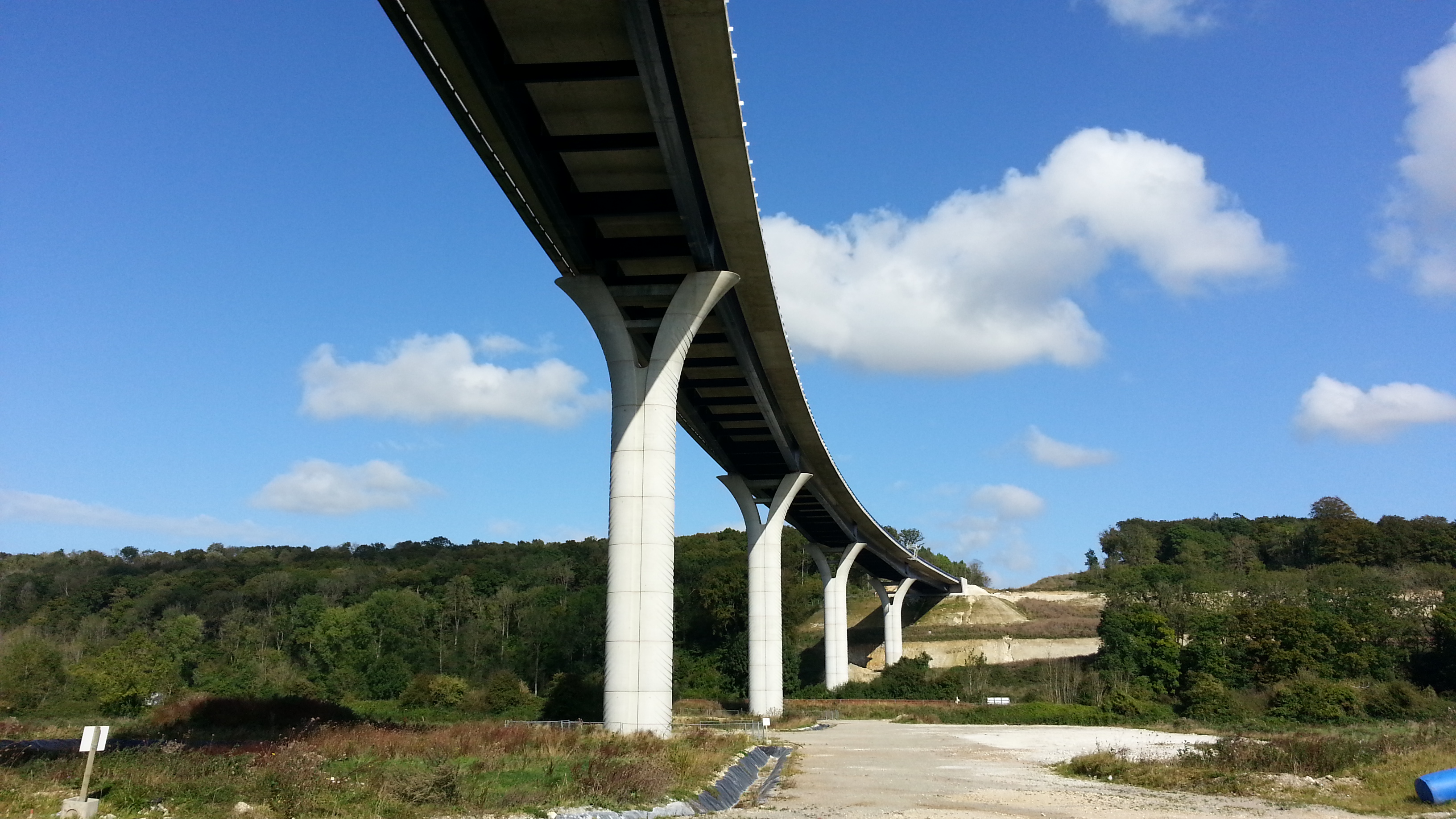
Le Viaduc en 2014.
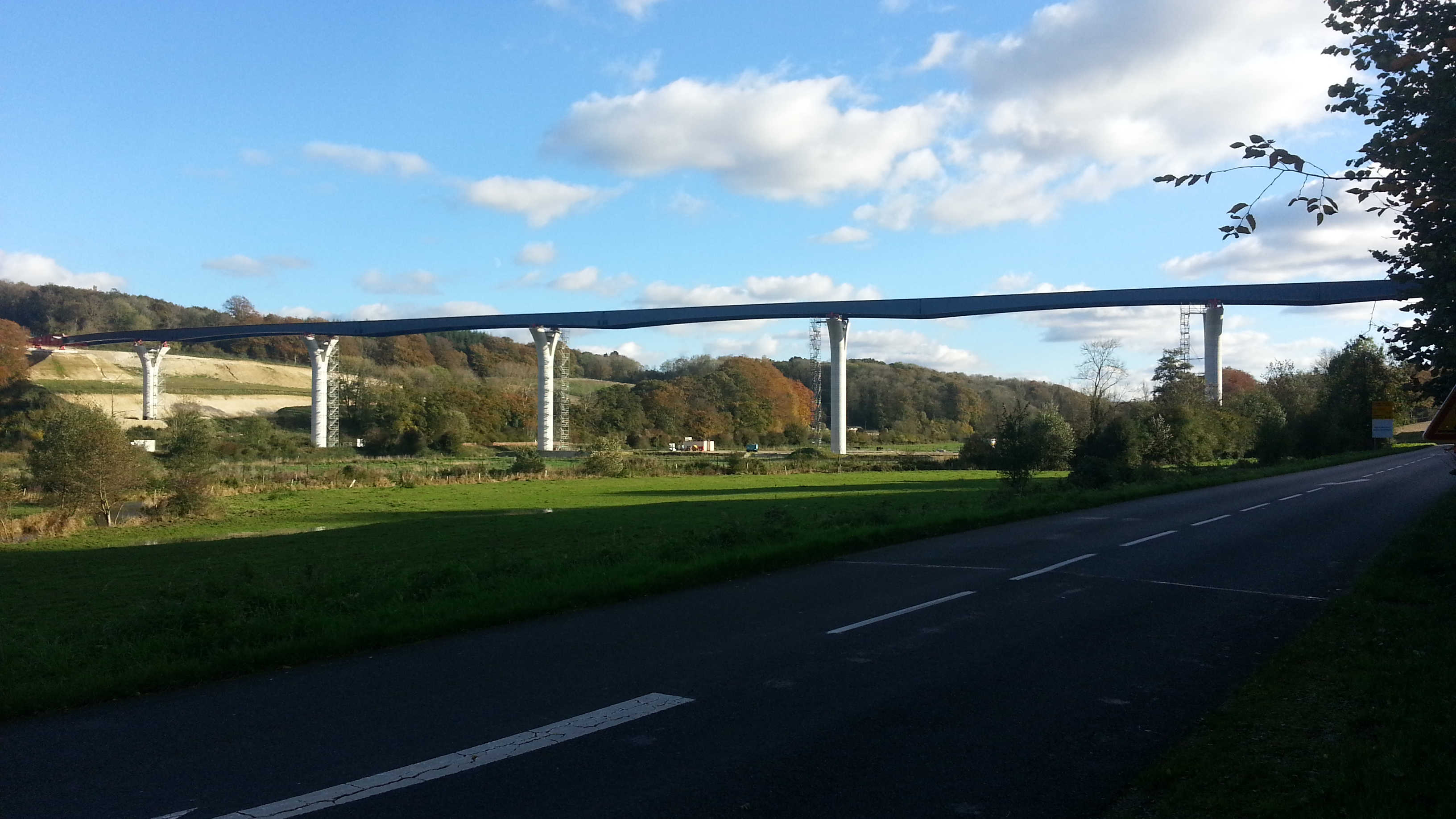
Le Viaduc en 2014.
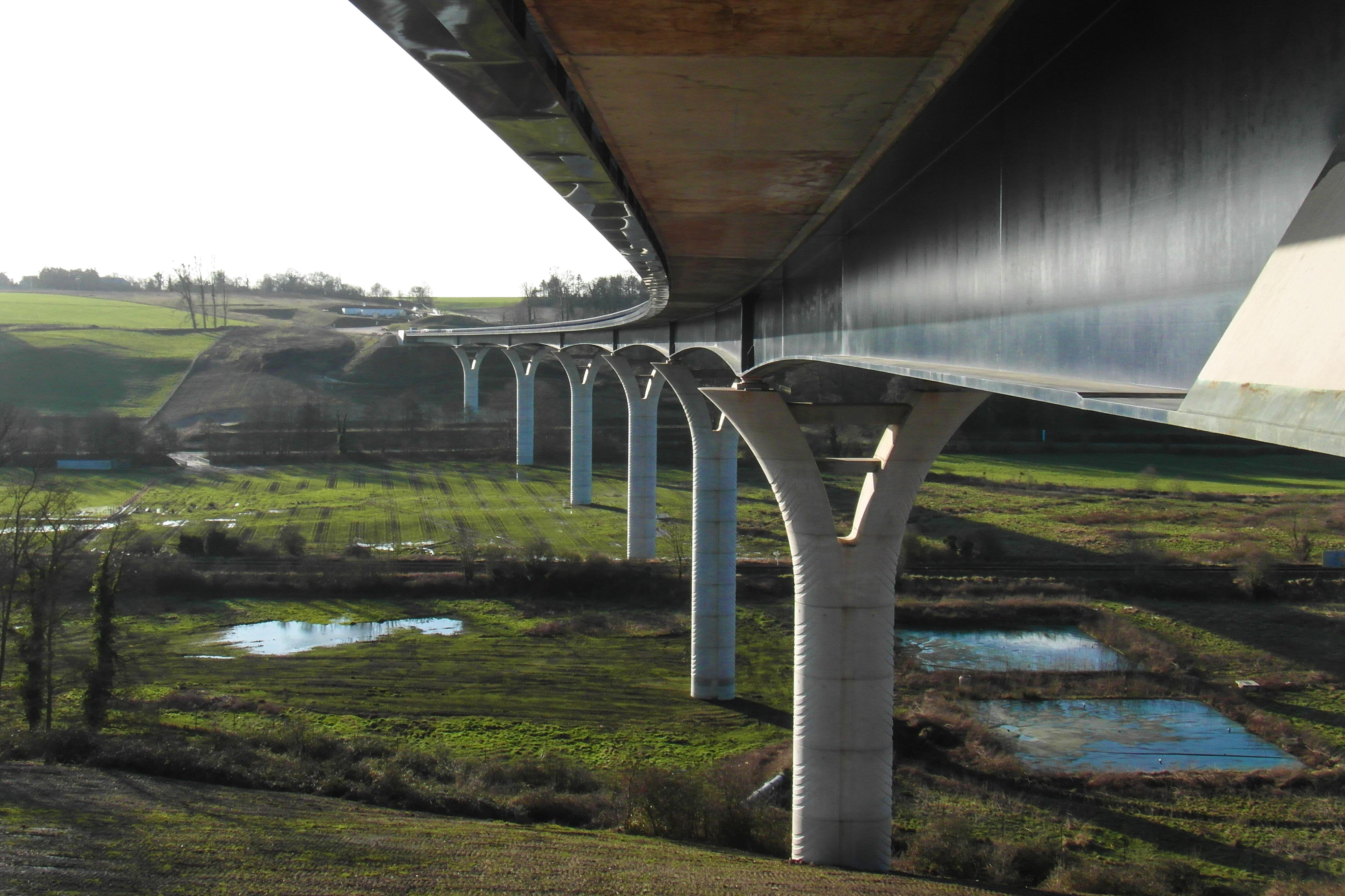
Vue du Viaduc depuis la culée est, sous le tablier. L'état de l'ouvrage reste inchangé aujourd'hui.